# Extravaganza
Extravaganza est le dixième album de la série de bande dessinée Les Simpson, sorti le 5 mai 2010, par les éditions Jungle. Il contient deux histoires : Bart la main froide et C’est dans les cartes.